# Muriel Freeman
Muriel Bolton Freeman (* 9. September 1897 in Worcester; † 1980 in Northampton) war eine britische Fechterin. 

## Erfolge
Muriel Freeman nahm 1924 an den Olympischen Spielen in Paris teil, wo sie im Teilnehmerfeld des erstmals ausgetragenen Einzelwettbewerbs im Florettfechten der Frauen stand. Die erste Runde überstand sie mit 4:1-Siegen auf dem zweiten Platz ihrer Gruppe, in der Halbfinalgruppe wurde sie, hinter Ellen Osiier, ebenfalls Zweite. In der Finalrunde schloss sie den Wettbewerb schließlich auf dem vierten Platz ab. Bei den Olympischen Spielen 1928 in Amsterdam erreichte sie erneut das Finale. In den Vorrunden musste sie sich lediglich Helene Mayer einmal geschlagen geben. Auch in der Finalrunde war es lediglich Mayer, die sich gegen Freeman durchsetzen konnte, sodass Freeman letztlich die Silbermedaille gewann. 1927 und 1929 wurde sie britische Meisterin.